# Vilppula

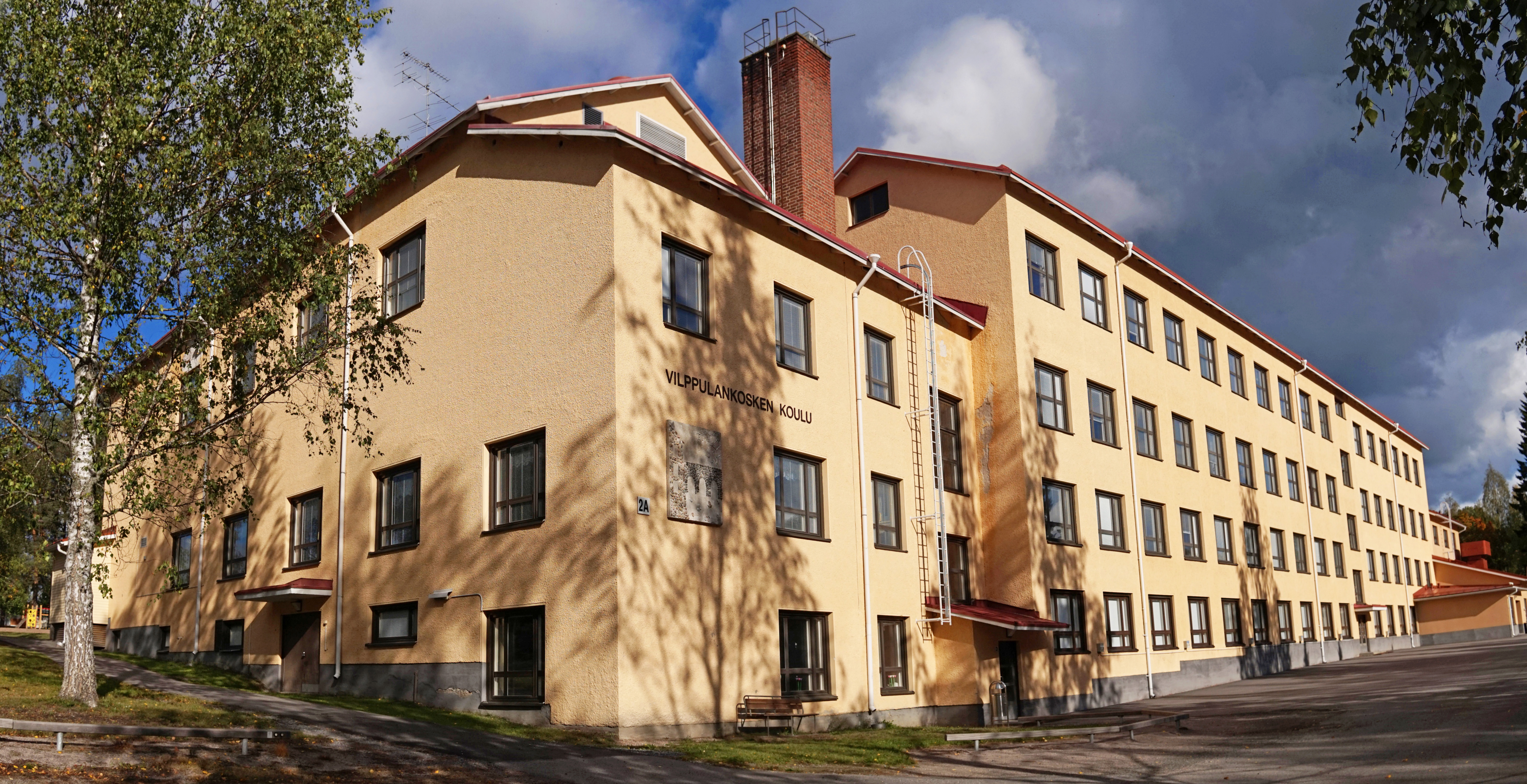

Vilppula là một đô thị của Phần Lan.
Đô thị này tọa lạctại tỉnh Tây Phần Lan trong vùng Pirkanmaa. Đô thị này có dân số 5.457 (năm 2005) với diện tích là 571,26 km² trong đó có 99,90 km² là diện tích mặt nước. Mật độ dân số là 10,5 người trên mỗi km². Kinh tế chủ yếu là công nghiệp và dịch vụ.
Làng Kolho ở Vilppula nằm ở phía bắc khu trung tâm. Làng Pohjaslahti nằm ở đông bắc trung tâm Vilppula.
Đô thị này chỉ sử dụng tiếng Phần Lan.